# Croissant-Rouge iranien
Le Croissant-Rouge iranien (persan : جمعیت هلال احمر جمهوری اسلامی ایران) officiellement la Société du Croissant-Rouge de la République islamique d'Iran est une organisation humanitaire non gouvernementale iranienne. Fondée sous le nom de Red Lion and Sun Society en 1922, elle s'affilie à la Fédération internationale des Sociétés de la Croix-Rouge et du Croissant-Rouge (FICR) en 1924 puis change de nom et d'emblème en 1980,.
La société est réputée pour son expertise particulière dans les tremblements de terre.
Depuis sa création, le CRI participe à diverses activités publiques. Son activité principale consiste à effectuer des opérations de secours et de sauvetage pour aider les victimes et les blessés lors de catastrophes naturelles et d'accidents. Il fait également appel à un large éventail de services humanitaires dans les domaines de la santé, de la formation et de la recherche. La société était considérée comme un établissement de santé majeur avec des milliers de lits d'hôpital à travers le pays jusqu'en 1979, lorsque tous ses équipements médicaux ont été transférés au ministère de la Santé. 
Le CRI est un exemple de sociétés nationales fortes qui jouent un rôle important au niveau national et sont tenues en haute estime par le grand public iranien. 

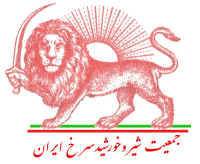
Emblème anciennement utilisé pour la Red Lion and Sun Society.